# Кавабе

35°29′12″ пн. ш. 137°4′14″ сх. д. / 35.48667° пн. ш. 137.07056° сх. д.
Кавабе́ (яп. 川辺町, かわべちょう, МФА: [kawabe t͡ɕoː]) — містечко в Японії, в повіті Камо префектури Ґіфу. Станом на 1 квітня 2009 площа містечка становила 41,18 км². Станом на 1 липня 2011 населення містечка становило 10 518 осіб.